# Also sprach Zarathustra (Strauss)
Also sprach Zarathustra, Op. 30 (em português:  Assim falou Zaratustra) é um poema sinfônico composto em 1896 por Richard Strauss, inspirado no tratado filosófico de mesmo nome escrito por Friedrich Nietzsche. O próprio compositor conduziu a primeira performance na cidade de Frankfurt am Main. A  peça tem duração aproximada de meia hora.
Sua introdução tornou-se mundialmente conhecida por ter sido usada como tema musical no filme 2001: A Space Odyssey, criação de Arthur C. Clarke e Stanley Kubrick, de 1968.

## Instrumentação
A orquestra descrita para a peça compõe-se dos seguintes instrumentos:
| Família   | Instrumentos |
| --------- | --- |
| Madeiras  | - piccolo - 3 flautas (a 3ª dobrando o piccolo) - 3 oboés - corne inglês - 3 clarinetes em mi bemol e si bemol - clarinete baixo em si bemol - 3 fagotes - contrafagote |
| Metais    | - 6 trompas em fá - 4 trompetes em dó - 3 trombones - 2 tubas |
| Percussão | - tímpanos - bumbo - pratos - triângulo - glockenspiel - carrilhão de orquestra em mi grave                                                                             |
| Teclados  | - órgão |
| Cordas    | - 2 harpas - 16 violinos (I) - 16 violinos (II) - 12 violas - 12 violoncelos - 8 contrabaixos (alguns com a corda grave em dó)                                          |

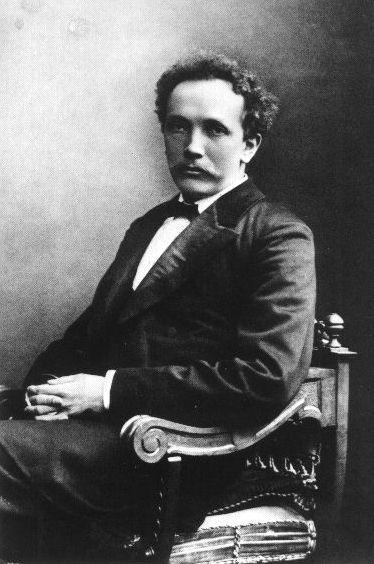
Richard Strauss

## Estrutura
A peça é dividida em nove seções executadas com apenas três intervalos claros. Richard Strauss nomeou as seções de acordo com capítulos do livro:
1. Einleitung (Introdução), ou nascer do sol
2. Von den Hinterweltlern (Dos Antigos Homens)
3. Von der großen Sehnsucht (Da Grande Saudade)
4. Von den Freuden und Leidenschaften (Das Alegrias e Paixões)
5. Das Grablied (O Túmulo-Canção)
6. Von der Wissenschaft (Da Ciência)
7. Der Genesende (A Convalescença)
8. Das Tanzlied (A Dança-Canção)
9. Nachtwandlerlied (Canção do Sonâmbulo)

### Seções
A peça inicia-se com a sustentação de um dó grave nos contrabaixos, contrafagote e órgão, ao que se segue a fanfarra de metais que introduz o "tema do amanhecer" (do "Prólogo de Zaratustra", texto que está na partitura) que permeia a estrutura de todo o trabalho. Este tema consiste de três notas em intervalos de quinta e oitava, como dó-sol-dó.
"Von den Hinterweltlern" inicia-se com violoncelos, contrabaixos e órgão antes da abertura da passagem lírica da seção. As seções seguintes, "Von der großen Sehnsucht" e "Von den Freuden und Leidenschaften", incluem temas de natureza mais cromática.
"Von der Wissenschaft" mostra um diferenciado tema em fuga começando com os contrabaixos e violoncelos, que consiste de todas as 12 notas da escala cromática. É uma das poucas seções da literatura orquestral onde os contrabaixos precisam tocar o si mais grave do piano.
"Der Genesende" age como uma reprise do tema original e traz o clímax com um acorde massivo envolvendo toda a orquestra.
"Das Tanzlied" traz um solo de violino por quase toda a seção.
O encerramento de "Nachtwandlerlied" não resolve a peça, com flautas, flautins e violinos tocando um acorde de si maior, enquanto as cordas mais graves tocam um dó.
Um dos maiores temas composicionais da peça é o contraste entre os tons de si maior, representando a humanidade, e dó maior, representando o universo. Embora si maior e dó maior sejam tons adjacentes, eles são totalmente dissonantes: si maior usa cinco sustenidos na clave enquanto dó maior não usa nenhum. Ao final da peça, nenhum dos dois tons se estabelece como tônica predominante.